# مسجد ملك بن عباس

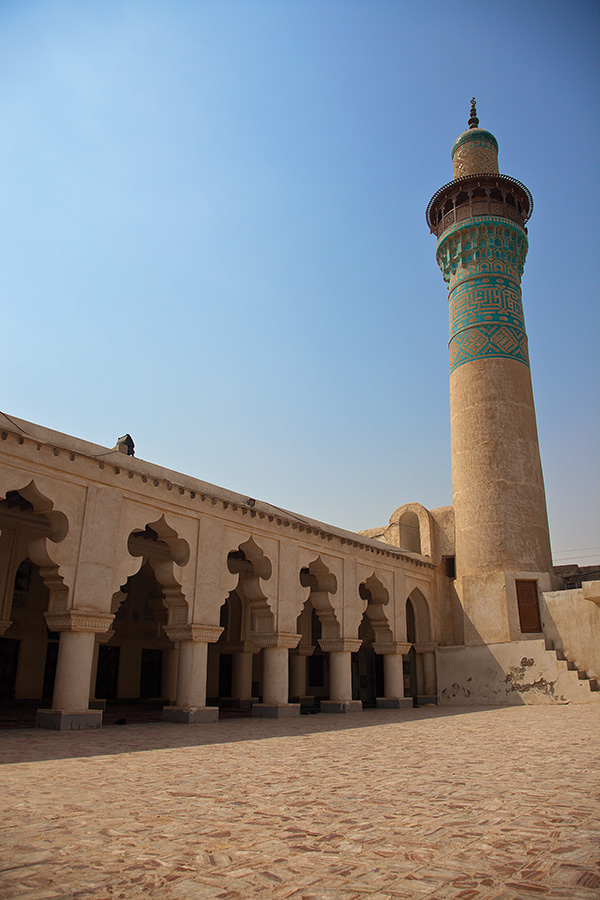
منارة المسجد

 مسجد ملك بن عباس  بالفارسية ( مسجد ملک بن عباس )، تقع في مدينة لنجة عاصمة مقاطعة لنجة في محافظة هرمزگان في جنوب إيران. لقد تم بناء المسجد على نفقة « محمد بن عباس بحرینی » لأجل « سید محمد عالم » .
حيث أقيم المسجد على أنقاض المسجد القديم الذي كان قائمًا في نفس المكان في مدينة بندر لنجة . وهو من الأمكان السياحية البارزة في المدينة.
لقد تميز « مسجد ملك بن عباس » بمأذنته المائلة، لوجود ميلان به وانحراف عن المستوى العمودي.
تم بناء مئذنة المسجد في عام 1237
للسنة الشمسية و يبلغ ارتفاع المأذنة 32 متراً.

## وصلات خارجية
- التقسيمات الادارية لمحافظة هرمزگان

1. 1 2 3  "Wiki Loves Monuments monuments database". 2 نوفمبر 2017.